# Werner Heinke
Werner Heinke (* 23. November 1904 in Plauen; † 9. April 1944) war ein deutscher Politiker (NSDAP) und Bauschlosser.

## Leben
Heinke war Bauschlosser von Beruf und stammte aus Plauen im Vogtland, wo sein Vater Max Heinke Drogen- und Farbengroßhändler war. Er lebte nach dem Ersten Weltkrieg in der Krähenhügelstraße 15 bei seiner verwitweten Mutter Emilie Heinke und trat zum 30. Juni 1925 der NSDAP bei (Mitgliedsnummer 9.135). Gemeinsam mit Egon Zill hatte Heinke ab 1926 die Schutzstaffel in Plauen aufgebaut (SS-Nummer 75). Er wurde dort Stadtverordneter.
Nachdem er bereits 1932 erfolglos für den deutschen Reichstag kandidiert hatte, ließ er sich nach der „Machtergreifung“ der Nationalsozialisten als Kandidat für die 6. Wahlperiode des sächsischen Landtags aufstellen. Im Frühjahr 1933 wurde er in den Landtag berufen. Bereits im Oktober 1933 löste sich der Landtag auf.
Ab dem Beginn der Zeit des Nationalsozialismus war er von 1933 bis 1935 Adjutant des sächsischen Innenministers. Am 12./13. Mai 1934 nahm er gemeinsam mit dem Reichsstatthalter Martin Mutschmann an der feierlichen Weihe der neuen Badeanlage im vogtländischen Bad Elster teil.
Nachdem Karl Otto Koch 1936 Lagerkommandant des KZ Esterwegen wurde, leitete Heinke den dort stationierten SS-Totenkopfsturmbann Ostfriesland.
Während des Zweiten Weltkrieges starb Heinke als Kriegsteilnehmer an der Front.